# كليستوكاكتوس ستراوسي
كليستوكاكتوس ستراوسي (الاسم العلمي: Cleistocactus strausii)، المعروف باسم صبار الشعلة الفضية أو الشعلة الصوفية، هو صبار معمّر ينتمي إلى عائلة الصباريات، يستوطن المناطق الجبلية في مقاطعة تاريها، بوليفيا على ارتفاعات بين 1,500 متر (4,921 قدم) و3,000 متر (9,843 قدم).
يمكن أن يصل ارتفاع أعمدته النحيلة الخضراء الرمادية إلى 3 أمتار (9.8 قدم)، لكن عرضها يبلغ نحو 6 سنتيمتر فقط (2.5 بوصة). تتشكل الأعمدة من 25 ضلعًا تقريبًا، وهي مغطاة بكثافة بخلايا قاعدية تُسمى الأريولات، تدعم كل واحدة منها أربعة أشواك صفراء أو بنية اللون يصل طولها إلى 4 سنتيمتر (1.5 بوصة) و20 شوكة دائرية الشكل أقصر طولًا.
يفضّل الصبار التربة حرة التصريف وأشعة الشمس القوية، ولكن ليس درجات الحرارة المرتفعة؛ في الواقع، يمكن أن يصمد هذا النوع من الصبار أمام الصقيع الشديد بدرجات حرارة تصل إلى 10- درجات مئوية. في بيئته الطبيعية، يحصل صبار الشعلة الفضية على الكثير من الماء خلال فصل الصيف، ولا يحصل على شيء تقريبًا خلال فصل الشتاء. في زراعة الصبار، يؤدي الري في فصل الشتاء غالبًا إلى تعفن الجذور.
تنتج نباتات الصبار الأقدم، التي يبلغ طولها أكثر من 45 سنتيمتر (17.5 بوصة)، أزهارًا حمراء اللون في أواخر فصل الصيف. تبرز أزهار أسطوانية بطول 6 سنتيمتر (2.5 بوصة) من الأعمدة وتمتد أفقيًا. نادرًا ما تتفتّح أزهار صبار الشعلة الفضية، وهذا ما يتشارك به هذ النوع مع بقية عائلة الصباريات. في المملكة المتحدة، يُزرع الكليستوكاتوس ستراوسي في بيوت زجاجية، وقد حاز هذا الصبار على جائزة جمعية البستانيين الملكية.

## اشتقاق التسمية
اشتُقت تسمية صبار الشعلة الفضية (كليستوكاكتوس ستراوسي) من الكلمة اليونانية «كليستوس» ومعناها «مغلقة»، وتعود التسمية اليونانية إلى زهورها حمراء اللون التي نادرًا ما تتفتّح.

## الوصف
يتكون صبار الشعلة الفضية من أعمدة خضراء رمادية يصل طولها إلى 3 أمتار وقطرها عدة سنتيمترات مغطاة بأشواك بيضاء. النباتات القديمة هي التي تزهر فقط، وتكون زهورها أسطوانية الشكل، وحمراء اللون، وأفقية الامتداد يصل طولها إلى عشر سنتيمترات.

## المسكن
صبار الشعلة الفضية، الذي يحمل العديد من الأسماء (القطب الثلجي، الشعلة الصوفية)، هو صبار دائم يستوطن مقاطعة تاريها في بوليفيا. من هنا نجد أن هذا الصبار يفضل المناطق الجبلية الجافة وشبه الجافة. شأنه شأن أنواع الصبار الأخرى، يزدهر الكليستوكاكتوس ستراوسي في التربة المسامية والأجواء المشمسة بشكل دائم. في حين أن أشعة الشمس الجزئية هي الحد الأدنى من متطلبات البقاء على قيد الحياة، فإن أشعة الشمس الكاملة مطلوبة عدة ساعات يوميًا حتى يتمكن صبار الشعلة الفضية من الإزهار.
يمكن أن يزدهر صبار الشعلة الفضية في التربة منخفضة النيتروجين دون مشاكل، لكن كثرة الماء ستجعلها ضعيفة وقد تؤدي إلى تعفن الجذور.

## حالة الحفظ
هذه النوع من الصبار وفير محليًا في أرضه الأصلية، والتهديدات التي تواجه بقاءه قليلة، لذلك يصنف على أنه غير مهدد.

## تكاثره
يمكن لصبار الشعلة الفضية ان يتكاثر عن طريق التعقيل أو البذور.
يجب أن تؤخذ قصاصات بالقرب من قاعدة الجذع الرئيسي، على غرار قطع الألوي فيرا. تتجذّر الغروس الجديدة عادةً في غضون 3-8 أسابيع، لذلك يفضّل استخدام البذور.
باعتباره نباتًا منزليًا، تسهل العناية بصبار الشعلة الفضية طالما نتجنب الإفراط في الري. لمحاكاة التأثيرات المسامية للرمال في موطنها الأصلي، من المهم التحقق من أن الماء الزائد لن يتجمع في التربة، ما يؤدي إلى أن تغمر المياه الجذور فيصيبها العفن.

## معرض الصور

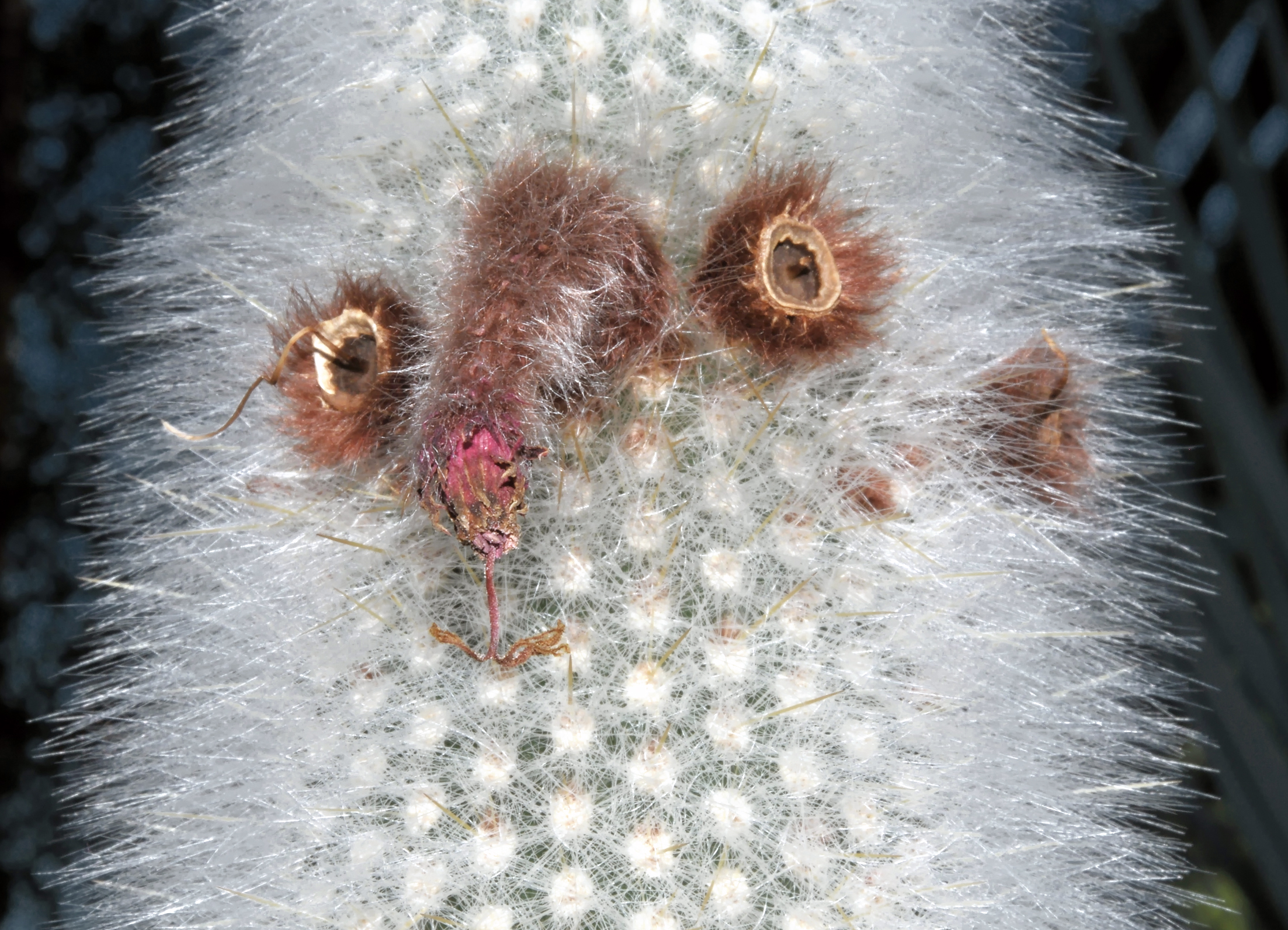
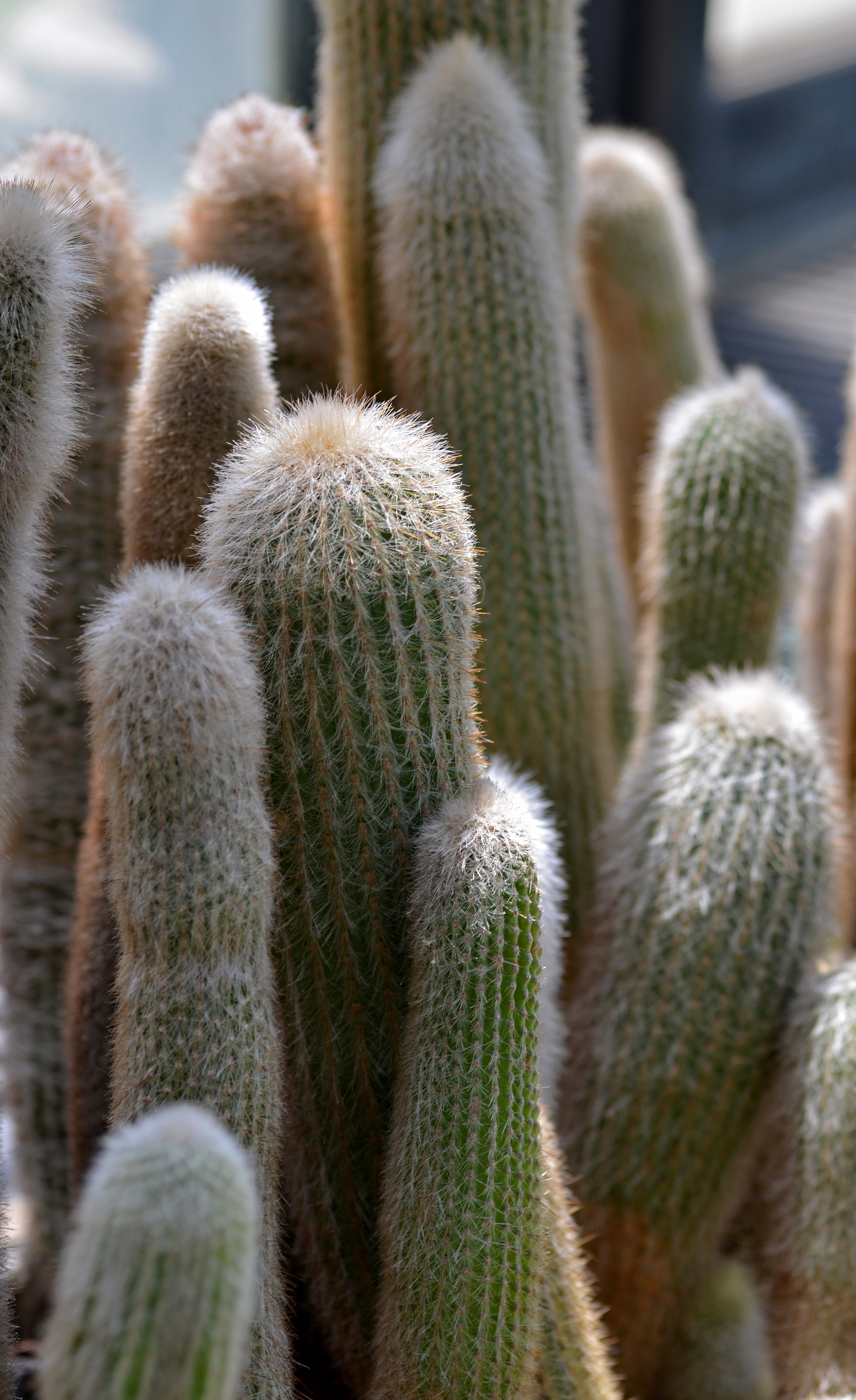
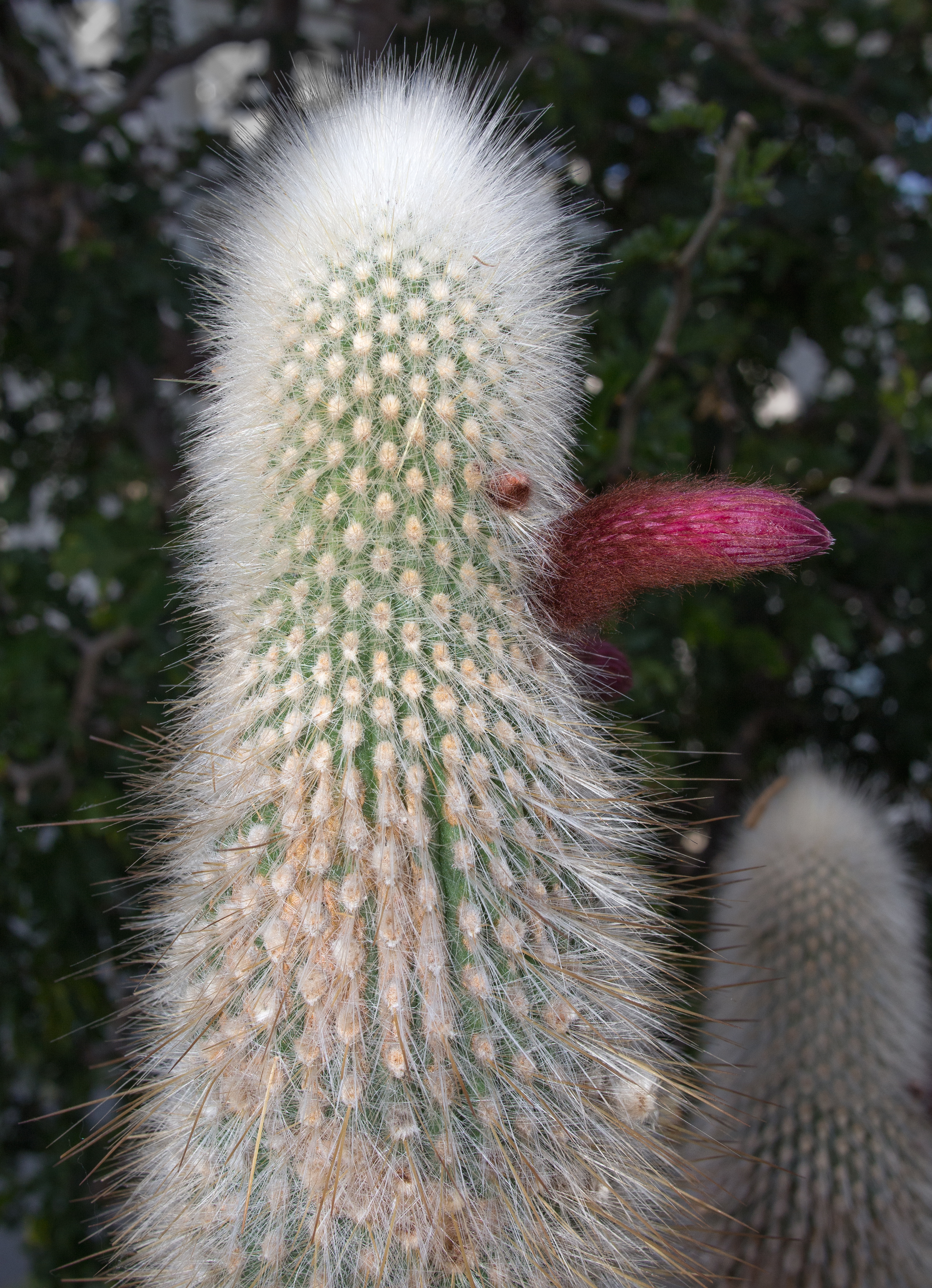
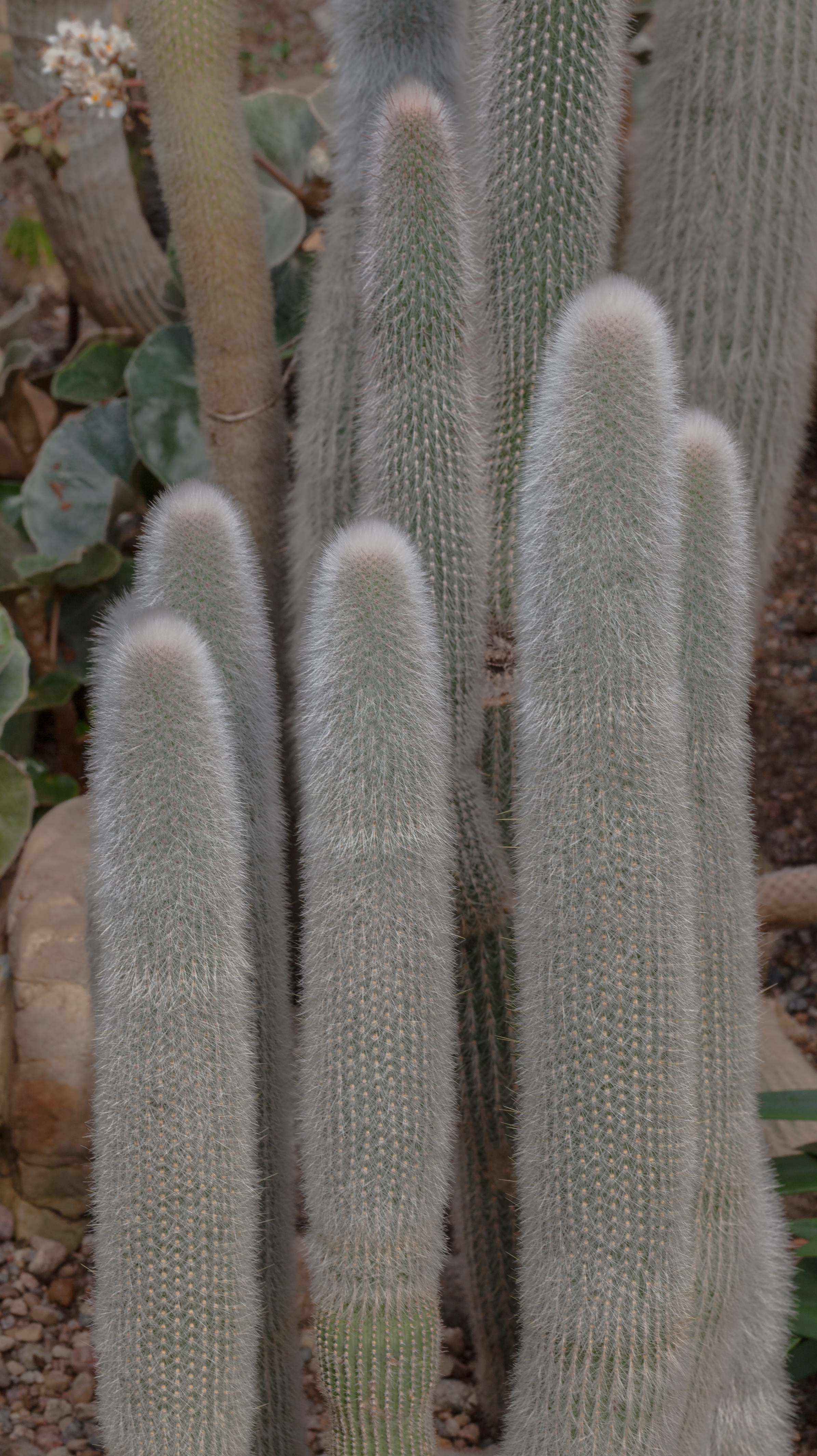

## وصلات خارجية
- صور عن قرب للأزهار